# Гейсвілл (Канзас)
Гейсвілл (англ. Haysville) — місто (англ. city) в США, в окрузі Седжвік штату Канзас. Населення — 11 262 особи (2020).

## Географія
Гейсвілл розташований за координатами 37°33′58″ пн. ш. 97°21′13″ зх. д. / 37.56611° пн. ш. 97.35361° зх. д. (37.566059, -97.353513).  За даними Бюро перепису населення США в 2010 році місто мало площу 11,95 км², з яких 11,93 км² — суходіл та 0,02 км² — водойми.

## Демографія
Згідно з переписом 2010 року, у місті мешкало 10 826 осіб у 3857 домогосподарствах у складі 2932 родин. Густота населення становила 906 осіб/км².  Було 4087 помешкань (342/км²).
Расовий склад населення:
| - 92,7 % — білих - 1,2 % — корінних американців - 0,9 % — азіатів - 0,6 % — чорних або афроамериканців - 1,2 % — осіб інших рас |

До двох чи більше рас належало 3,5 %. Частка іспаномовних становила 4,6 % від усіх жителів.
За віковим діапазоном населення розподілялося таким чином: 30,4 % — особи молодші 18 років, 57,5 % — особи у віці 18—64 років, 12,1 % — особи у віці 65 років та старші. Медіана віку мешканця становила 32,8 року. На 100 осіб жіночої статі у місті припадало 92,5 чоловіків;  на 100 жінок у віці від 18 років та старших — 89,7 чоловіків також старших 18 років.
Середній дохід на одне домашнє господарство  становив 60 497 доларів США (медіана — 53 996), а середній дохід на одну сім'ю — 67 070 доларів (медіана — 60 261). Медіана доходів становила 45 971 долар для чоловіків та 35 592 долари для жінок. За межею бідності перебувало 9,7 % осіб, у тому числі 13,8 % дітей у віці до 18 років та 5,5 % осіб у віці 65 років та старших.
Цивільне працевлаштоване населення становило 4968 осіб. Основні галузі зайнятості: виробництво — 29,5 %, освіта, охорона здоров'я та соціальна допомога — 21,5 %, роздрібна торгівля — 10,5 %, мистецтво, розваги та відпочинок — 7,4 %.